# گلینگتسه ویلکیه
گلینگتسه ویلکیه (به لهستانی:  Glinice Wielkie) یک روستا در لهستان است که در گمینا ویننگتسا واقع شده‌است.